# Андреев, Игорь Владимирович
И́горь Влади́мирович Андре́ев (28 сентября 1956, Москва) — пятиборец. Серебряный призёр в личном зачёте и обладатель Кубка Европы в составе сборной команды СССР (1983). Бронзовый призёр чемпионата СССР в личном зачёте и чемпионата СССР в командном зачёте (1982). Член сборной команды СССР и РСФСР (1980—1984). Мастер спорта СССР международного класса по современному пятиборью (1983). Неоднократный победитель и призёр международных, всесоюзных и всероссийских соревнований.
Окончил Уфимский нефтяной институт (1978). Воспитанник Башкирского областного совета спортивного общества «Динамо» (тренеры — В. А. Абрамов, В. С. Голиванов, Г. Г. Ефимов).
Окончил Высшую инженерную пожарно-техническую школу МВД РФ (1994).